# Sol e Mar

## Síntese histórica
Recebeu este nome por causa da relativa proximidade com a região litorânea da Ilha de São Luís, uma vez que é considerado uma subdivisão do bairro Olho d'água.
Surgiu a partir da desapropriação de terras, as famosas invasões, assim como outros Bairros da região. Foi ocupado por pessoas que não tinham moradia própria, na sua maior parte oriundas de outros municípios do estado. Não sendo privilégio deste bairro já que outros bairros adjacentes surgiram da mesma forma que o mesmo.
Considerado uma subdivisão do Bairro Olho D’água, é uma localidade relativamente jovem tendo pouco mais de 19 anos de surgimento, possui uma população considerável (carece de dados), possui uma estrutura de logística básica. Nos últimos anos pode-se perceber o crescimento vertical do bairro, devido à gradual escassez de terrenos para construção de casas e imóveis comerciais, muitos proprietários de imóveis têm como solução construir mais um pavimento sobre os já existentes. Um fato típico das localidades da cidade de São Luís.

## Economia
A economia do “bairro” se baseia no comércio e em outros tipos de prestações de serviços, prevalecendo no bairro às lojas de confecções, que vem crescendo gradativamente neste local.
Entre as empresas instaladas no sol e mar, destacam-se: Laboratório e Farmácia Sol Nascente, Lojas Arenovar, Interdigitus Informática, Comercial Paladar, Comercial Queiroz, Comercial e Depósito Abreu entre outros empreendimentos. Que fazem a economia do bairro se aquecer.

## Ensino público
Possui uma unidade integrada de ensino público, A U. I Professor Emésio Dário de Araujo 
Que atende a uma parte da demanda escolar da região.

## Divisão estrutural
O “Bairro” é dividido em quadras, possui aproximadamente 25 ruas, na sua maioria enumerada. Tendo a Avenida Sol Nascente como principal. Tendo também outra via paralela a avenida Mar e sol.

## Transporte
O mesmo possui transporte coletivo destinado a atender os usuários do bairro. Que além de atender as necessidades locais atende a população adjacente. Através da empresa solemar expresso.

## Limites territoriais
Limita-se com as seguintes localidades ao norte: Bairro Olho D’água, a sul: Planalto Turu I; a leste: Vila Luizão e a oeste: Divineia, a noroeste: Brisa do Mar.

## Topografia
Estar situado em uma região topograficamente acidentada, possuindo aclives e declives consideráveis (principalmente na porção norte).

## Saneamento básico
O bairro vem melhorando em relação ao saneamento básico, porém, percebe-se a falta de políticas públicas direcionadas ao mesmo, possuindo "valas" que o cortam, descobertas e assoreadas, exalando mau cheiro, propiciando a proliferação de insetos e animais nocivos a saúde humana. O lixo obstrui os poucos escoadores de água existentes, causando sérios riscos a população, principalmente pedestres, ciclistas e motoristas de veículos automotores, que desavisados viram vítimas do descaso.

## Imprecisão sobre sua localização
Não se sabe ao certo se o mesmo pertence ao Turu, Divineia ou Olho D’água, uma vez que nas correspondências sua localização varia muito, ora compondo a Divineia, ora olho D’água, ora Turu. Cabe as lideranças políticas estabelecer parâmetros precisos para definir efetivamente sua localização.